# Ngã Bảy (thành phố)
Ngã Bảy là một thành phố cũ thuộc tỉnh Hậu Giang cũ, Việt Nam.

## Địa lý

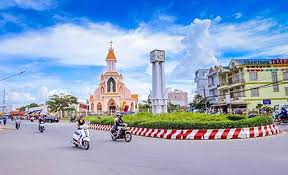
Vòng xoay trung tâm thành phố Ngã Bảy

Thành phố Ngã Bảy nằm ở phía đông bắc tỉnh Hậu Giang, ven kênh Phụng Hiệp, có vị trí địa lý:
- Phía đông giáp huyện Kế Sách, tỉnh Sóc Trăng
- Phía tây và phía nam giáp huyện Phụng Hiệp
- Phía bắc giáp huyện Châu Thành.

Thành phố Ngã Bảy cách thành phố Vị Thanh, tỉnh lỵ tỉnh Hậu Giang khoảng 60 km (đường Quốc lộ). Ngã Bảy có những đặc điểm thuận lợi về vị trí địa lý và điều kiện phát triển giao thông, giao thương. Ngã Bảy nằm trên tuyến Quốc lộ 1, giữa trung tâm thành phố Cần Thơ và thành phố Sóc Trăng (mỗi thành phố cách Ngã Bảy khoảng 30 km). Ngã Bảy là điểm đầu của tuyến Quốc lộ Quản Lộ – Phụng Hiệp nối liền thành phố Ngã Bảy với thành phố Cà Mau, tương lại nằm trong trục của tuyến cao tốc Thành phố Hồ Chí Minh – Cần Thơ – Cà Mau.
Thành phố Ngã Bảy là nơi gặp nhau của bảy dòng kênh (Cái Côn, Quản Lộ – Phụng Hiệp, Lái Hiếu, Mang Cá, Mương Lộ, Xẻo Dong, Xẻo Môn), đồng thời là đầu mối giao thông thủy quan trọng ở vùng đồng bằng sông Cửu Long. Ngã Bảy nằm giữa các trục giao thông quan trọng như: Quốc lộ 1, Quốc lộ Quản Lộ – Phụng Hiệp, đường tỉnh 927, đường tỉnh 927C nối với Đường Nam Sông Hậu,... tạo điều kiện thuận lợi để phát triển kinh tế cho địa phương. Hiện nay, thành phố Ngã Bảy là Loại III, là trung tâm kinh tế - văn hóa - xã hội, đầu mối giao thông chính thứ hai của tỉnh Hậu Giang sau thành phố Vị Thanh.

### Địa hình, địa mạo
Thành phố có địa hình tương đối bằng phẳng nằm ở độ cao phổ biến từ 0,3–1,0m so với mực nước biển, bị chia cắt bởi nhiều sông, kênh, rạch và có xu hướng thấp dần từ Bắc xuống Nam, từ Đông và Tây có hướng thấp dần vào giữa thành phố, trong thời gian qua do quá trình đô thị hoá mạnh nên nền địa hình ngày càng được nâng cao.

### Khí hậu
Thành phố nằm trong vùng khí hậu nhiệt đới gió mùa, ít bão, quanh năm nóng ẩm, với những đặc trưng chủ yếu sau:
- Chế độ nhiệt: trung bình hàng năm khoảng 26,7 °C, thường tháng 1 có nhiệt độ thấp nhất khoảng 25,5 °C, tháng 4 có nhiệt độ cao nhất khoảng 28,2 °C.
- Chế độ mưa: mùa mưa kéo dài từ tháng 5 đến tháng 11, mùa khô từ tháng 12 tới tháng 4 năm sau, lượng mưa trung bình hàng năm khoảng 1.300mm, tập trung chủ yếu vào mùa mưa (chiếm trên 90% tổng lượng mưa).
- Chế độ ẩm: cao và ổn định, ít biến đổi qua các năm, trung bình năm dao động từ 82%–87%, trong năm độ ẩm thấp nhất vào mùa khô, cao nhất vào mùa mưa.
- Chế độ nắng: số giờ nắng trong năm khá cao, khoảng 2.445 giờ/năm.[6]

### Thủy văn
Thành phố có 7 tuyến sông, kênh lớn và nhiều tuyến nhỏ chịu tác động mạnh bởi chế độ dòng chảy chính của sông Hậu, hệ thống sông Cái Lớn, chế độ triều biển Đông và chế độ triều biển Tây.

### Tài nguyên đất
Hiện nay trên địa bàn thành phố có 3 nhóm đất chính là đất phù sa, đất phèn và đất nhân tác. Trong đó:
- Nhóm đất phù sa: nhóm đất này chỉ có một loại đó là đất phù sa gley, với diện tích khoảng 3.896 ha, chiếm 49,84% tổng diện tích tự nhiên của thành phố, tập trung nhiều ở xã Đại Thành, Tân Thành và phường Ngã Bảy, một ít nằm ở các xã, phường còn lại.
- Nhóm đất phèn: bao gồm đất phèn hoạt động nông và đất phèn hoạt động sâu, với diện tích 1.768 ha, chiếm 22,62% tổng diện tích tự nhiên, phân bố chủ yếu ở phường Hiệp Thành, Lái Hiếu và phường Hiệp Lợi.
- Nhóm đất nhân tác: Diện tích 1.947,4 ha, chiếm 24,91% diện tích tự nhiên, hình thành do có sự tác động của con người, nhóm đất này phân bố tập trung dọc theo các tuyến sông, kênh, rạch, các trục lộ giao thông lớn và các cụm, tuyến dân cư tập trung.

Ngoài ra, đất sông, kênh, rạch có diện tích 205,70 ha, chiếm 2,63% diện tích tự nhiên, phân đều trên địa bàn thành phố.

### Tài nguyên nước
Nước mặt: do được cung cấp từ nước mưa và hệ thống sông, kênh, rạch khá dày đặc trên địa bàn, đặc biệt là nguồn nước từ sông Hậu thông qua sông Cái Côn nên rất dồi dào. Đây là nguồn nước chủ yếu cung cấp cho sản xuất và sinh hoạt của nhân dân.
Nước dưới đất: được phân bố khá rộng, nước ngọt phân bố chủ yếu ở các tầng chứa nước Pleistoxen, Plioxen, Mioxen ở độ sâu 100 – 500m, một số nơi chưa đến 50m đã có nước dưới đất với chất lượng khá tốt.

## Hành chính
Thành phố Ngã Bảy có 6 đơn vị hành chính cấp xã trực thuộc, bao gồm 4 phường: Hiệp Lợi, Hiệp Thành, Lái Hiếu, Ngã Bảy và 2 xã: Đại Thành, Tân Thành với 40 ấp, khu vực.
| P. Hiệp Lợi P. Lái Hiếu P. Ngã Bảy P. Hiệp Thành X. Tân Thành X. Đại Thành H. Châu Thành T. Sóc Trăng H. Phụng Hiệp Bản đồ hành chính thành phố Ngã Bảy, tỉnh Hậu Giang |

| \| Tên \| Diện tích (km²) \| Dân số (người) \| Mật độ (người/km²) \| \| ---------- \| --------------- \| -------------- \| ------------------ \| \| Phường (4) \| \| \| \| \| Hiệp Lợi \| 14,05 \| 9.435 \| 671 \| \| Hiệp Thành \| 11,48 \| 11.049 \| 962 \| \| Lái Hiếu \| 10,05 \| 9.826 \| 977 \| \| Ngã Bảy \| 3,62 \| 13.564 \| 3.746 \| \| Xã (2) \| \| \| \| \| Đại Thành \| 23,75 \| 11.537 \| 485 \| \| Tân Thành \| 15,20 \| 6.358 \| 418 \| |                 |                |                    |
| |                 |                |                    |
| Tên | Diện tích (km²) | Dân số (người) | Mật độ (người/km²) |
| Phường (4) |                 |                |                    |
| Hiệp Lợi | 14,05           | 9.435          | 671                |
| Hiệp Thành | 11,48           | 11.049         | 962                |
| Lái Hiếu | 10,05           | 9.826          | 977                |
| Ngã Bảy | 3,62            | 13.564         | 3.746              |
| Xã (2) |                 |                |                    |
| Đại Thành | 23,75           | 11.537         | 485                |
| Tân Thành | 15,20           | 6.358          | 418                |

## Lịch sử
Từ thời Pháp thuộc cho đến năm 1975, làng Phụng Hiệp và sau năm 1956 là xã Phụng Hiệp liên tục giữ vai trò là quận lỵ quận Phụng Hiệp, tỉnh Cần Thơ.
Sau năm 1975, quận Phụng Hiệp đổi thành huyện Phụng Hiệp, đồng thời tách đất xã Phụng Hiệp để thành lập thị trấn Phụng Hiệp và xã Đại Thành, về sau lại tách đất xã Đại Thành để thành lập xã Tân Thành. Từ đó, thị trấn Phụng Hiệp tiếp tục giữ vai trò là huyện lỵ huyện Phụng Hiệp, tỉnh Cần Thơ (đến năm 2004 thuộc tỉnh Hậu Giang).
Ngày 24 tháng 1 năm 2005, Bộ Xây dựng ban hành Quyết định số 94/QĐ-BXD về việc công nhận thị trấn Phụng Hiệp là đô thị loại IV.
Ngày 26 tháng 7 năm 2005, Chính phủ ban hành Nghị định số 98/2005/NĐ-CP về việc:
- Thành lập thị xã Tân Hiệp thuộc tỉnh Hậu Giang trên cơ sở toàn bộ diện tích và dân số của thị trấn Phụng Hiệp và 2 xã: Đại Thành, Tân Thành; 1.932,76 ha diện tích tự nhiên và 11.482 nhân khẩu của xã Phụng Hiệp; 220 ha diện tích tự nhiên và 1.170 nhân khẩu của xã Tân Phước Hưng thuộc huyện Phụng Hiệp.
- Thành lập phường Ngã Bảy thuộc thị xã Tân Hiệp trên cơ sở 217,61 ha diện tích tự nhiên và 8.964 nhân khẩu của thị trấn Phụng Hiệp; 78,65 ha diện tích tự nhiên và 1.500 nhân khẩu của xã Phụng Hiệp; 176,69 ha diện tích tự nhiên và 3.100 nhân khẩu của xã Đại Thành.
- Thành lập phường Lái Hiếu thuộc thị xã Tân Hiệp trên cơ sở 357,99 ha diện tích tự nhiên và 7.160 nhân khẩu của thị trấn Phụng Hiệp; 338,38 ha diện tích tự nhiên và 1.996 nhân khẩu của xã Phụng Hiệp; 120 ha diện tích tự nhiên và 670 nhân khẩu của xã Tân Phước Hưng.
- Thành lập phường Hiệp Thành thuộc thị xã Tân Hiệp trên cơ sở 828,57 ha diện tích tự nhiên và 8.632 nhân khẩu của thị trấn Phụng Hiệp; 296,61 ha diện tích tự nhiên và 1.917 nhân khẩu của xã Đại Thành; 100 ha diện tích tự nhiên và 500 nhân khẩu của xã Tân Phước Hưng.
- Thành lập xã Hiệp Lợi thuộc thị xã Tân Hiệp trên cơ sở 1.515,73 ha diện tích tự nhiên và 7.986 nhân khẩu của xã Phụng Hiệp.

Sau khi thành lập, thị xã Tân Hiệp có 7.894,93 ha diện tích tự nhiên và 61.024 nhân khẩu; có 6 đơn vị hành chính cấp xã trực thuộc, bao gồm 3 phường: Ngã Bảy, Lái Hiếu, Hiệp Thành và 3 xã: Đại Thành, Hiệp Lợi, Tân Thành.
Ngày 27 tháng 10 năm 2006, Chính phủ ban hành Nghị định số 124/2006/NĐ-CP về việc đổi tên thị xã Tân Hiệp thành thị xã Ngã Bảy.
Ngày 30 tháng 12 năm 2015, Bộ Xây dựng ban hành Quyết định số 1589/QĐ-BXD về việc công nhận thị xã Ngã Bảy là đô thị loại III trực thuộc tỉnh Hậu Giang.
Ngày 10 tháng 1 năm 2020, Ủy ban Thường vụ Quốc hội ban hành Nghị quyết số 869/NQ-UBTVQH14 về việc sắp xếp các đơn vị hành chính cấp huyện, cấp xã thuộc tỉnh Hậu Giang (nghị quyết có hiệu lực từ ngày 1 tháng 2 năm 2020). Theo đó:
- Thành lập phường Hiệp Lợi thuộc thị xã Ngã Bảy trên cơ sở toàn bộ 14,05 km² diện tích tự nhiên và quy mô dân số là 9.435 người của xã Hiệp Lợi.
- Thành lập thành phố Ngã Bảy thuộc tỉnh Hậu Giang trên cơ sở toàn bộ 78,07 km² diện tích tự nhiên và quy mô dân số là 101.192 người của thị xã Ngã Bảy.

Sau khi thành lập, thành phố Ngã Bảy có 4 phường và 2 xã.
Ngày 12 tháng 6 năm 2025, Quốc hội ban hành Nghị quyết số 202/2025/QH15 về việc sắp xếp đơn vị hành chính cấp tỉnh (nghị quyết có hiệu lực từ ngày 12 tháng 6 năm 2025). Theo đó, sáp nhập tỉnh Hậu Giang và tỉnh Sóc Trăng vào thành phố Cần Thơ.
Ngày 16 tháng 6 năm 2025, Quốc hội ban hành Nghị quyết số 203/2025/QH15 về việc Sửa đổi, bổ sung một số điều của Hiến pháp nước Cộng hòa xã hội chủ nghĩa Việt Nam. Theo đó, kết thúc hoạt động của đơn vị hành chính cấp huyện trong cả nước từ ngày 1 tháng 7 năm 2025.

## Kinh tế - xã hội
Năm 1915, chợ nổi Ngã Bảy ra đời sau 10 năm đào kinh xáng, 7 ngã sông hình thành. Vùng trung tâm " bảy sông dồn nước" lập tức trở thành đầu mối giao thông thủy lớn nhất Nam Kỳ, song hành với trung tâm giao thương hàng hoá lớn của miền Nam, tác động mạnh đến thị trường nông sản miền Tây. Nền nông nghiệp hàng hoá nơi đây đã sớm bắt nhịp cùng nhu cầu giao thương, vượt khỏi quy mô làng xã của cư dân đồng bằng. Ngã Bảy là chợ tổng hợp, có thể mua sỉ, bán lẻ; phong phú đa dạng đủ loại hàng hóa mang đặc trưng sắc màu cuộc sống Nam Bộ. Thời mở cửa, sản phẩm đồng bằng theo dòng nước lớn qua Ngã Bảy, ra tận đất Bắc, vượt biên giới đến với bạn bè năm châu.
Giai đoạn 2016–2020, tổng giá trị sản xuất (giá so sánh 2010) đạt 22.631,74 tỷ đồng, tăng 50,25% so với giai đoạn 2010–2015 trong đó: khu vực I đạt 4.563,24 tỷ đồng, khu vực II đạt 9.069,18 tỷ đồng, khu vực III đạt 8.999,32 tỷ đồng, tỷ trọng khu vực nông, lâm và thủy sản chiếm 20,24%, khu vực công nghiệp – xây dựng chiếm 37,03%, khu vực thương mại – dịch vụ chiếm 42,73%. Cơ cấu kinh tế của thành phố chuyển dịch theo hướng giảm tỷ trọng nông nghiệp – thủy sản, tăng tỷ trọng thương mại – dịch vụ và công nghiệp – xây dựng.

### Nông nghiệp – thủy sản
Sản xuất nông nghiệp và thủy sản đã từng bước phát triển theo hướng sản xuất hàng hóa, ứng dụng công nghệ – kỹ thuật cao và hình thành các vùng sản xuất tập trung có năng suất, chất lượng cao gắn liền với công nghiệp chế biến và thị trường tiêu thụ, nhưng do biến động của thị trường nên giá trị sản xuất nông nghiệp (giá so sánh năm 2010) của thành phố hàng năm tăng trưởng không đồng đều, vì vậy giai đoạn 2011-2020, tốc độ tăng bình quân giảm 5,54%/năm.
Trồng trọt
- Cây lúa: Năm 2020, diện tích canh tác lúa ổn định khoảng 1.516 ha giảm 5.343 ha so với năm 2010, tổng sản lượng lương thực đạt 9.308 tấn giảm 29.393 tấn so với năm 2010.
- Hoa màu và cây công nghiệp ngắn ngày: diện tích giảm qua các năm đến năm 2020 đạt 2.380 ha, tăng 491 ha so với năm 2010, tổng sản lượng đạt 31.195 tấn, giảm 69.195 tấn so với năm 2010.
- Cây lâu năm: Năm 2020, diện tích là 3.262 ha, tăng 754 ha so với năm 2010; tổng sản lượng đạt 27.921 tấn, tăng 9.485 tấn so với năm 2010. Nhìn chung, vườn cây ăn trái của thành phố phát triển theo hướng nâng cao chất lượng qua việc thay đổi giống và chủng loại cây, ứng dụng tiến bộ kỹ thuật để sản xuất sản phẩm có chất lượng cao, chủ yếu là: cam, quýt, bưởi, nhãn, xoài, chôm chôm,...

Chăn nuôi
Năm 2020, tổng đàn gia súc 11.720 con, tăng 9.060 con so với năm 2010 và đàn gia cầm là 391.150 con tăng 196.965 con so với năm 2010.
Thủy sản
Trong những năm qua, mặc dù thị trường xuất khẩu gặp nhiều khó khăn nhưng ngành thủy sản đã đạt được những thành quả đáng ghi nhận. Năm 2020, tổng diện tích nuôi đạt 294 ha, tăng 116 ha so với năm 2010.
Thành phố thực hiện mạnh chuyển đổi cơ cấu ngành từ cây lúa sang mía và cây ăn trái như; cam sành, chôm chôm, bưởi năm roi,... Đồng thời khuyến khích phát triển nuôi trồng thủy sản:
- Diện tích trồng lúa khoảng 4.100ha (2015) với sản lượng 24.390 tấn.
- Diện tích trồng mía ổn định khoảng 1000ha.
- Đặc biệt, Cam sành được xem là cây trồng chủ lực với diện tích khoảng 1500 - 2000 ha, thương hiệu " Cam sành Ngã Bảy" đã được đăng ký chứng nhận.[12]
- Lĩnh vực thủy sản: Cá tra là đối tượng nuôi chủ lực; nuôi với hình thức thâm canh, ven các sông lớn và sông nhánh của thành phố, tập trung chủ yếu ở xã Đại Thành và Tân Thành.

### Công nghiệp – xây dựng
Trong những năm qua, mặc dù còn gặp nhiều khó khăn và thách thức nhưng sản xuất công nghiệp, tiểu thủ công nghiệp trên địa bàn vẫn cố gắng vươn lên, duy trì phát triển và cung cấp sản phẩm ngày càng đa dạng, với ngành nghề chủ lực như xay xát, chế biến lương thực, cưa xẻ gỗ, ghe xuồng,... Năm 2020, giá trị sản xuất công nghiệp (theo giá so sánh năm 2010) là 1.238.006 triệu đồng, tăng 998.589 triệu đồng so với năm 2010, tăng bình quân 13,92%/năm; số cơ sở sản xuất công nghiệp là 632 cơ sở, tăng 87 cơ sở so với năm 2010; số lao động là 1.933 người, giảm 39 người so với năm 2010.
Xây dựng: Ngành xây dựng chủ yếu là xây dựng các công trình phục vụ cho phát triển đô thị của thành phố và xây dựng nhà ở trong dân. Trong giai đoạn 2011–2020, thành phố đã xây dựng được các công trình như: Khu hành chính mới; bến xe thành phố; bờ kè khu Liên hiệp Đình Chiến; bờ kè Trần Hưng Đạo – Lê Lợi; bệnh viện đa khoa khu vực Ngã Bảy; tuyến dân cư Vượt lũ Cái Côn; 5 tuyến lộ nội thị; đường ô tô về trung tâm xã Đại Thành, Tân Thành; các cầu trên tuyến dân cư vượt lũ Cái Côn; xây dựng 05 trường mầm non, mẫu giáo; xây mới và mở rộng các trường tiểu học, trung học cơ sở và trung học phổ thông,... Với tổng vốn đầu tư toàn xã hội ước đạt trên 10.000 tỷ đồng, trong đó, vốn xây dựng cơ bản khoảng 5.200 tỷ.

### Thương mại - Dịch vụ
Thương mại – dịch vụ là khu vực có tỷ trọng cao nhất trong cơ cấu kinh tế của thành phố. Hoạt động thương mại, dịch vụ có bước phát triển nhanh theo hướng đa dạng hóa loại hình, hoạt động kinh doanh mua bán phát triển ổn định, chất lượng, an toàn vệ sinh thực phẩm đáp ứng nhu cầu ngày càng cao của người tiêu dùng. Các doanh nghiệp đã quan tâm mở rộng thị trường nội địa; kết cấu hạ tầng thương mại được đầu tư xây dựng, hệ thống chợ đang được sắp xếp chỉnh trang; bán buôn, bán lẻ hàng hóa và khối lượng hàng hóa lưu thông tăng cao, góp phần đáng kể trong việc ổn định thị trường và đáp ứng nhu cầu hàng hóa cho nhân dân trong quá trình đô thị hoá. Năm 2020, tổng mức bán lẻ hàng hóa và doanh thu dịch vụ là 6.763.430 triệu đồng, tăng 3.398.569 triệu đồng so với năm 2010.
Lĩnh vực thương mại – dịch vụ trở thành mũi nhọn phát triển nhanh và mạnh nhất của thành phố. Ngã Bảy rất quan tâm đến công tác đầu tư xây dựng, nâng cấp chợ. Hiện nay, chợ Ngã Bảy là chợ trung tâm nên tập trung rất đông người dân kinh doanh buôn bán. Trong đó, nhà lồng chợ có 123 lô, sạp; khu thương mại có 56 ki-ốt và khoảng hơn 200 hộ kinh doanh buôn bán nhỏ, lẻ ở các con đường nội ô. Bên cạnh chợ trung tâm Ngã Bảy, siêu thị Co.opMart đã đi vào hoạt động đáp ứng nhu cầu mua sắm hiện đại và tham quan giải trí của người dân.
Hệ thống chợ vệ tinh ven các xã phường cũng được đầu tư xây dựng. Sắp tới, thành phố sẽ tập trung nâng cấp chợ Ngã Bảy, Tân Thành, Hiệp Thành... đặc biệt triển khai dự án đầu tư xây dựng công trình bảo tồn và phát huy chợ nổi Ngã Bảy gắn với du lịch sông nước miệt vườn.
Với vai trò trung tâm kinh tế phía Đông Bắc của Hậu Giang, Ngã Bảy đang đứng trước yêu cầu phát triển đột phá, tăng tốc theo hướng công nghiệp và dịch vụ, trở thành đô thị lớn, văn minh, hiện đại, người dân có mức sống cao. Chính vì vậy, thành phố đang đẩy mạnh xây dựng hạ tầng cơ sở. Hiện đang có đề án về đầu tư nâng cấp hạ tầng, khai thác quỹ đất tạo vốn, đầu tư xây dựng hoàn chỉnh khu dân cư với hạ tầng đồng bộ, giải quyết tình trạng ô nhiễm môi trường, chỉnh trang và phát triển đô thị hiện đại. Đề án này đang được gấp rút thực hiện với tổng kinh phí gần 1.000 tỷ đồng.
Năm 2007, thành phố đã hoàn thành 21 công trình giao thông với tổng kinh phí 5.761 triệu đồng. Trong đó, có 18.650 m đường giao thông, 6 cây cầu bê tông cốt thép, 13.150 m công trình thủy lợi, tổng khối lượng hoàn thành là 75.215 m³. Thành phố Ngã Bảy được xem là một trong hai trung tâm lớn, có vai trò quan trọng trong việc thúc đẩy phát triển kinh tế – xã hội của tỉnh Hậu Giang.

### Giáo dục
Trên địa bàn có 15 trường mầm non – mẫu giáo (trong đó: 6 trường công lập và 9 trường ngoài công lập), 9 trường tiểu học, 6 trường trung học cơ sở, 2 trường trung học phổ thông (THPT Nguyễn Minh Quang và THPT Lê Quý Đôn), số trường đạt chuẩn quốc gia (chiếm 95,65% tổng số trường). Hoàn thành phổ cập giáo dục mầm non cho trẻ 5 tuổi, phổ cập giáo dục THCS; tỷ lệ học sinh bỏ học cấp phổ thông giảm hàng năm còn dưới 1%.
Ngoài ra, thành phố còn có 1 trường Cao đẳng Cộng Đồng tỉnh Hậu Giang (cơ sở 2, cơ sở 3), 1 trường Trung cấp Kỹ thuật – Công nghệ tỉnh Hậu Giang, 1 trung tâm giáo dục thường xuyên và 6 trung tâm học tập cộng đồng ở 6 phường, xã.

### Y tế
Đến nay, thành phố có 1 bệnh viện đa khoa; 1 trung tâm y tế và 6 trạm y tế tại 6 xã, phường, tất cả đã được công nhận đạt tiêu chuẩn Quốc gia về y tế, 100% ấp, khu vực có nhân viên y tế; tỷ lệ người tham gia các hình thức bảo hiểm y tế đạt 90,2%. Nhìn chung, mạng lưới y tế trên địa bàn được hình thành và phát triển rộng khắp, trang thiết bị ngày càng được tăng cường nên đã góp phần nâng cao hiệu quả khám và chữa bệnh cho nhân dân ở các tuyến cơ sở.

## Dân số
Tổng dân số toàn thành phố tính cả dân số quy đổi đến năm 2018 là 100.696 người; Trong đó dân số nội thị là 49.484 người (49,14%), dân số ngoại thị là 51.212 người (50,86%). Tỷ lệ tăng dân số trung bình năm 2018 khoảng 0,71%, tăng nhẹ so với các năm trước. Tỷ lệ tăng dân số tự nhiên của thành phố duy trì ở mức 0,91%. Mật độ dân số trung bình toàn thành phố là 1.290 người/km² - trong đó khu vực nội thị 
1.973 người/km², khu vực ngoại thị 1.290 người/km². Dân cư phân bố toàn thành phố khá đồng đều tuy nhiên tại khu vực nội thị mật độ dân số cao hơn, đặc biệt là phường Ngã Bảy - đây cũng là khu vực có cơ sở hạ tầng kỹ thuật và hạ tầng xã hội được đầu tư xây dựng tương đối đồng bộ.
Thành phố Ngã Bảy có diện tích 78,07 km², dân số năm 2019 là 61.209 người, mật độ dân số đạt 791 người/km². Ngã Bảy là đơn vị hành chính cấp huyện có mật độ dân số cao nhất tỉnh Hậu Giang.
Năm 2020, thành phố Ngã Bảy có diện tích 78,17 km², dân số khoảng 55.674 người với mật độ 712 người/km². Trong đó, trong độ tuổi lao động khoảng 34.968 người (chiếm 57,41% dân số). Tỷ lệ tăng dân số tự nhiên hàng năm 1,0%.
Thành phố Ngã Bảy đã đẩy mạnh và thực hiện tốt công tác xã hội hóa đào tạo nghề với các loại hình đào tạo đa dạng, phong phú phù hợp với điều kiện và 
nhu cầu thực tế sản xuất trên địa bàn. Giai đoạn 2015-2020, đào tạo nghề cho 10.164 lao động, tỷ lệ lao động qua đào tạo đạt 58%. Thu nhập bình quân đầu người đạt 59,7 triệu đồng/người/năm, tăng gấp 2,05 lần so với năm 2015.
Thành phố Ngã Bảy có diện tích 78,07 km², dân số năm 2022 là 107.542 người (bao gồm: dân số thường trú là 73.603 người, dân số tạm trú quy đổi là 33.939 người) và dân số thành thị là 78.281 người.
Thành phố Ngã Bảy có diện tích 78,17 km², dân số quy đổi tính đến ngày 31/12/2022 là 72.455 người, mật độ dân số đạt 926 người/km².

## Văn hóa
Địa danh này cùng kênh Phụng Hiệp được nhắc đến trong nhạc phẩm Tình anh bán chiếu của soạn giả Viễn Châu:
Chiếu Cà Mau nhuộm màu tươi thắm, công tôi cực lắm mưɑ nắng dãi dầu.
Chiếu nàу tôi chẳng bán đâu, tìm cô không gặp, hòòòòo...... ooơơơi, tôi gối đầu mỗi đêm.
Ghe chiếu Cà Mau đã cắm sào trên bờ kinh Ngã Bảу, sao cô gái năm xưɑ chẳng thấу ra....... chào.
Cửɑ νườn cô đã khoá kín tự hôm nào.
Tôi đã vác đôi chiếu bông từ dưới ghe lên xóm rẫy, chiếc áo nhuộm bùn đã lấm tấm giọt mồ hôi.
Nhà củɑ cô sɑu trước νắng tɑnh, gió lạnh chiều đông bỗng có ɑi dạo lên tiếng nguуệt cầm, như gieo νào lòng tôi một nỗi buồn thê thảm...

### Thơ xuôi
Ngã Bảy chia dòng xuôi lục tỉnh
Cà Mau, Rạch Giá nối Hậu Giang
Khách thương hồ nổi trôi sông nước
Năm tháng thuyền dong lướt dặm ngàn.

### Phim ảnh
- Ván bài lật ngửa (1982) - Nhân vật chính Nguyễn Thành Luân ở đầu phim từ Khu 9 ra chợ Phụng Hiệp để bắt xe về Sài Gòn.
- Chuyện Ngã Bảy (1996).

### Bảy dòng kênh lịch sử
Bảy dòng kênh tạo nên nét đẹp đặc trưng của Ngã Bảy đã được thực dân Pháp lên kế hoạch đào từ những năm đầu thế kỷ XX cho đến 1915 thì hoàn thành. Các con kênh đã biến một vùng đất lau sậy trở nên màu mỡ và sung túc, bắt đầu cho sự phát triển phồn thịnh của Ngã Bảy – Phụng Hiệp từ ngày ấy cho đến tận bây giờ.
Theo thứ tự có thể liệt kê về tên gọi và lịch sử của các dòng kênh như sau:
- Kênh Mương Lộ: Nối từ Ngã Bảy đi Sóc Trăng (ở TP. Sóc Trăng có tên gọi là sông Maspero) được đào khoảng năm 1901 – 1905 dài khoảng 30 km. Khi đào con kênh này, người Pháp đã dùng đất đấp lộ Đông Dương đi Sóc Trăng dọc theo bờ kênh (nay là Quốc lộ 1 đoạn Ngã Bảy – Sóc Trăng) nên vì thế có tên gọi là Mương Lộ.
- Kênh Xẻo Vông: Nối từ Ngã Bảy đi về hướng Cần Thơ cặp theo lộ Đông Dương (nay là Quốc lộ 1 đoạn Ngã Bảy – Cần Thơ) con kênh được đào mở rộng vào những năm 1908 – 1912 từ một con rạch nhỏ vốn sơ khai có nhiều cây vông nước nên gọi là Kênh Xẻo Vông.
- Kênh Xẻo Môn: Nối từ Ngã Bảy đi Hòa Mỹ hòa vào các con kênh khác tạo tuyến đường đi đến những cánh đồng rộng lớn bên trong như: Rạch Gòi, Kinh Cùng,... Con kênh sơ khai có nhiều cây môn nước nên được gọi là Xẻo Môn.
- Kênh Mang Cá: Nối từ Ngã Bảy đi Kế Sách tỉnh Sóc Trăng, từ đó hòa vào sông Kế Sách ra sông Hậu có thể đi các vùng lân cận phía Cù Lao Dung, Trà Vinh,... Đầu kênh được đào ngay sát bên cạnh cầu Quay Phụng Hiệp ngày xưa những vị trí như vậy được gọi là mang cá cầu, nên kênh được gọi là Mang Cá.
- Kênh Cái Côn: Nối từ Ngã Bảy ra sông Hậu, là con kênh chính và quan trong nhất của hệ thống dẫn nước từ sông Hậu rồi tỏa ra các dòng kênh còn lại đi vào nội đồng. Kênh đổ ra sông Hậu tại chợ Cái Côn nên có lẽ vì thế được gọi là kênh Cái Côn.
- Kênh Quản lộ - Phụng Hiệp: Nối từ Ngã Bảy đi Cà Mau, đây là con kênh dài nhất trong hệ thống với chiều dài lên đến 140 km mang nước sông Hậu đến với vùng bán đảo Cà Mau rộng lớn. Kênh được đào từ Ngã Bảy xưa là chợ Phụng Hiệp đến Cà Mau tiếp giáp với kênh Quản lộ chảy về tới TP. Cà Mau nên được gọi là Quản Lộ - Phụng Hiệp. Ngày nay dọc theo con kênh là tuyến quốc lộ Quản Lộ - Phụng Hiệp điểm đầu tại TP. Ngã Bảy điểm cuối tại TP. Cà Mau rút ngắn đoạn đường từ Cần Thơ đi Cà Mau đến 40 km.
- Kênh Lái Hiếu: Nối từ Ngã Bảy đi Long Mỹ từ đây hòa vào sông Nước Đục ra Sông Cái Lớn để đi về hướng Gò Quau, Miệt Thứ, Rạch Giá,... Kênh được đặt theo tên của một lái buôn trong vùng tên Hiếu nên được gọi là kênh Lái Hiếu.

Có một con kênh nhỏ được đào phía mang cá cầu đối điện với Kênh Mang Cá được người dân trong vùng gọi là Kênh Lò Heo nối từ Ngã Bảy đi đến Phú Hữu, Mái Dầm hòa vào Kênh Nàng Mau. Dòng kênh này hiện tại cũng đi ngang qua trung tâm của 2 xã duy nhất của TP. Ngã Bảy là Đại Thành và Tân Thành, tuy nhiên do quy mô nhỏ nên không được tính thành một ngã trong hệ thống của kênh đào của Ngã Bảy xưa. Ngày nay điểm đầu dòng kênh đang thu hẹp dần do hiện tượng bồi lắp phù sa và không được nạo vét nên vào mùa khô nếu đi theo dòng kênh này sẽ không đi được đến Ngã Bảy mà phải rẽ sang một hướng khác ra kênh Cái Côn rồi đi tiếp tới Ngã Bảy.
Tại điểm giao nhau của các dòng kênh là các mỏm đất nhô ra gọi là Doi. Có doi Chợ là mỏm đất tại chợ Ngã Bảy ngày nay; Doi Đình nằm giữa Xẻo Môn và Xẻo Vông có một ngôi đình cổ mang tên Đình thần Phụng Hiệp nằm ngay đầu doi; Doi Cát nằm giữa kênh Cái Côn và Kênh Mương Lộ xưa có nhiều đụn cát, nơi đây xưa được trồng hiều hoa màu nên gọi còn được gọi là xóm rẫy nơi được nhắc đến trong bài vọng cổ Tình anh bán chiếu của cố Soạn giả NSND Viễn Châu: "Tôi vác đôi chiếu bông từ dưới ghe lên xóm rẫy chiếc áo nhuộm bùn đã lấm tấm giọt mồ hôi"; Doi Chành nằm giữa kênh Mương Lộ và kênh Quản lộ Phụng Hiệp xưa có nhiều chành lúa (Vựa thu mua, lưu trữ, vận chuyển lúa); Doi Tân Thới Hòa giữa kênh Quản lộ - Phụng Hiệp và kênh Lái Hiếu được đặt tên theo một hiệu buôn có tiếng ngày xưa tại mỏm đất này.

## Du lịch
- Di tích Khu liên hiệp đình chiến Nam Bộ (Di tích lịch sử cấp Quốc gia)
- Chợ nổi Ngã Bảy
- Làng nghề đan cần xé
- Làng nghề đóng ghe xuồng
- Làng nghề hầm than gỗ
- Vườn dâu Thiên Ân
- Già Lam Cổ Tự.

## Giao thông

### Giao thông bộ
Quốc lộ 1 đoạn qua thành phố dài hơn 12 km, mặt đường rộng từ 11–19 m.
Quốc lộ Quản Lộ – Phụng Hiệp: Bắt đầu từ phường Ngã Bảy, thành phố Ngã Bảy đi thành phố Cà Mau (tỉnh Cà Mau), đoạn qua thành phố khoảng 7 km, mặt đường rộng 11 m, tất cả đều được thảm bê tông nhựa.
Đường tỉnh: có 2 tuyến ĐT.927, ĐT.927C đoạn qua thành phố có chiều dài 11,3 km.
Đường thành phố quản lý: các tuyến đường có chiều rộng mặt đường thường từ 3,5m đến 12m, nhưng cũng có những tuyến mặt đường rộng hơn 20m như đường: Nguyễn Huệ, đường Nguyễn Thị Minh Khai,...
Đường liên xã và giao thông nông thôn: đến nay 2/2 xã trong thành phố đã có hệ thống đường nhựa cho xe ô tô lưu thông đến trung tâm xã. Các tuyến đường trên địa bàn tất cả các ấp đã được thảm nhựa hoặc bê tông xi măng.

### Các tuyến đường chính
- Đường Hùng Vương (Quốc lộ 1 cũ đi qua các phường Hiệp Lợi, Hiệp Thành và Ngã Bảy)
- Quốc lộ Quản Lộ – Phụng Hiệp đi qua phường Hiệp Thành)
- Đường 3 Tháng 2 (đường tránh Quốc lộ 1) đi qua xã Đại Thành và các phường Hiệp Lợi, Hiệp Thành)
- Đường 30 Tháng 4 (tỉnh lộ 927) đi qua phường Lái Hiếu
- Đường Nguyễn Trãi (tỉnh lộ 927) đi qua phường Ngã Bảy và phường Lái Hiếu
- Đường Nguyễn Trung Trực đi qua phường Lái Hiếu
- Đường Trần Nam Phú đi qua phường Hiệp Thành)
- Tỉnh lộ 927C đi qua phường Ngã Bảy, xã Đại Thành, xã Tân Thành.

### Đường nội ô
- Phường Ngã Bảy: Trần Hưng Đạo, Lê Lợi, Lý Thường Kiệt, Mạc Đĩnh Chi, Triệu Ẩu, Bạch Đằng, Nguyễn Minh Quang, Phạm Hùng, Đoàn Văn Chia, Nguyễn Huệ, Lê Hồng Phong, Nguyễn Thị Minh Khai, Phan Đình Phùng, Châu Văn Liêm, Nguyễn Văn Nết, Nguyễn Thị Xem,...
- Phường Lái Hiếu: Triệu Vĩnh Tường, Ngô Quyền, Nguyễn Thị Định,...
- Phường Hiệp Thành: 1 Tháng 5, Cao Thắng, Hoàng Hoa Thám, Nguyễn Du, Trương Thị Hoa,...

### Giao thông thủy
Ngã Bảy có các tuyến sông, kênh lớn tỏa ra như một ngôi sao vươn tới các vùng miền lân cận như: Mang Cá, Cái Côn, Búng Tàu, Lái Hiếu, Sóc Trăng, Xẻo Môn, Xẻo Vông, các tuyến này có thể lưu thông tàu thuyền tải trọng từ 100 – 2.000 tấn.
Ngoài ra, còn có các tuyến kênh rạch tự nhiên khác phục vụ cho lưu thông đường thủy và phân bố tương đối đều trên địa bàn tạo thành hệ thống giao thông đường thủy dày đặc, đáp ứng tốt nhu cầu đi lại và vận chuyển hàng hoá của nhân dân.

## Hình ảnh

Vòng xoay Ngã Bảy
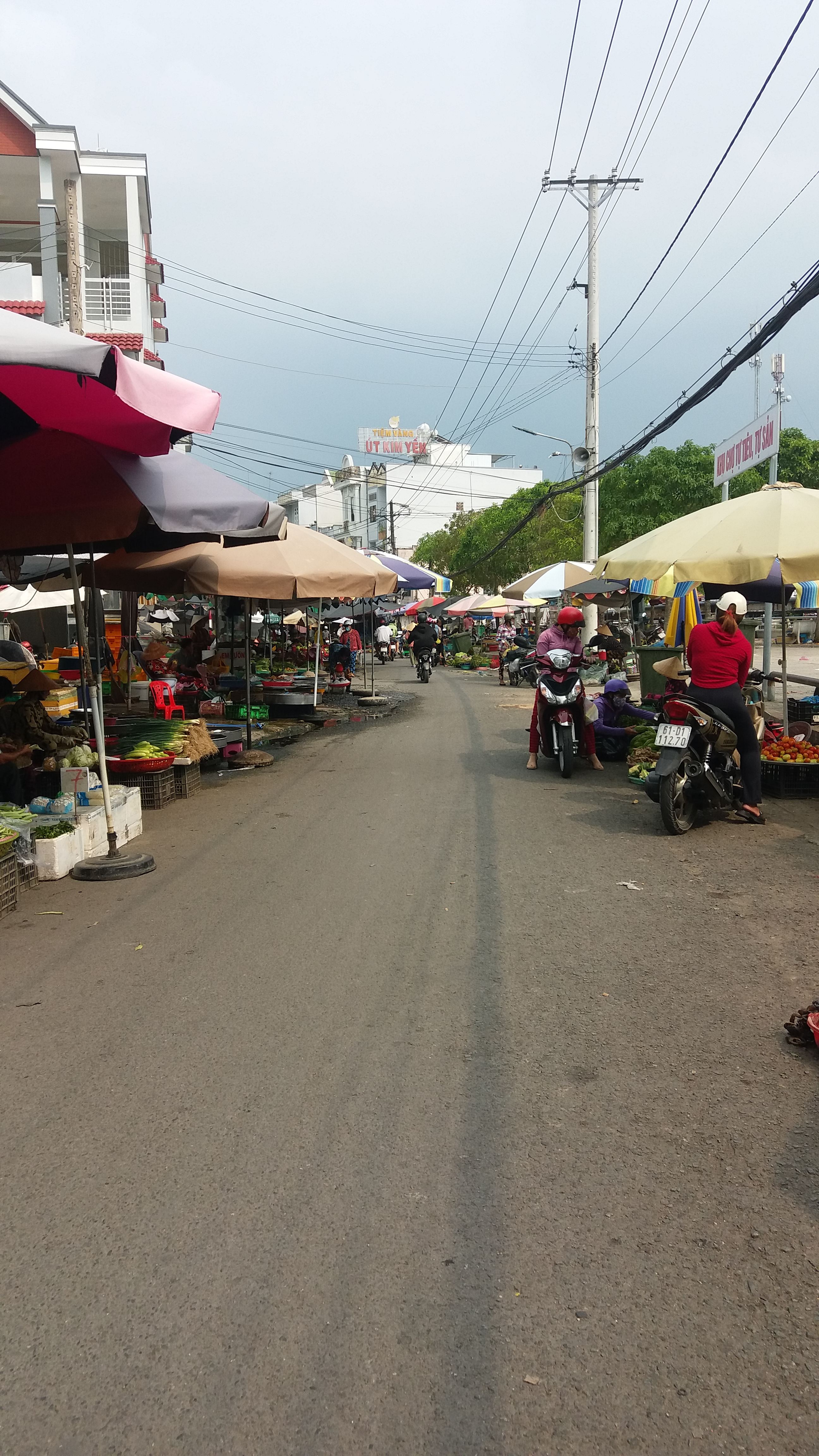
Một góc chợ Ngã Bảy
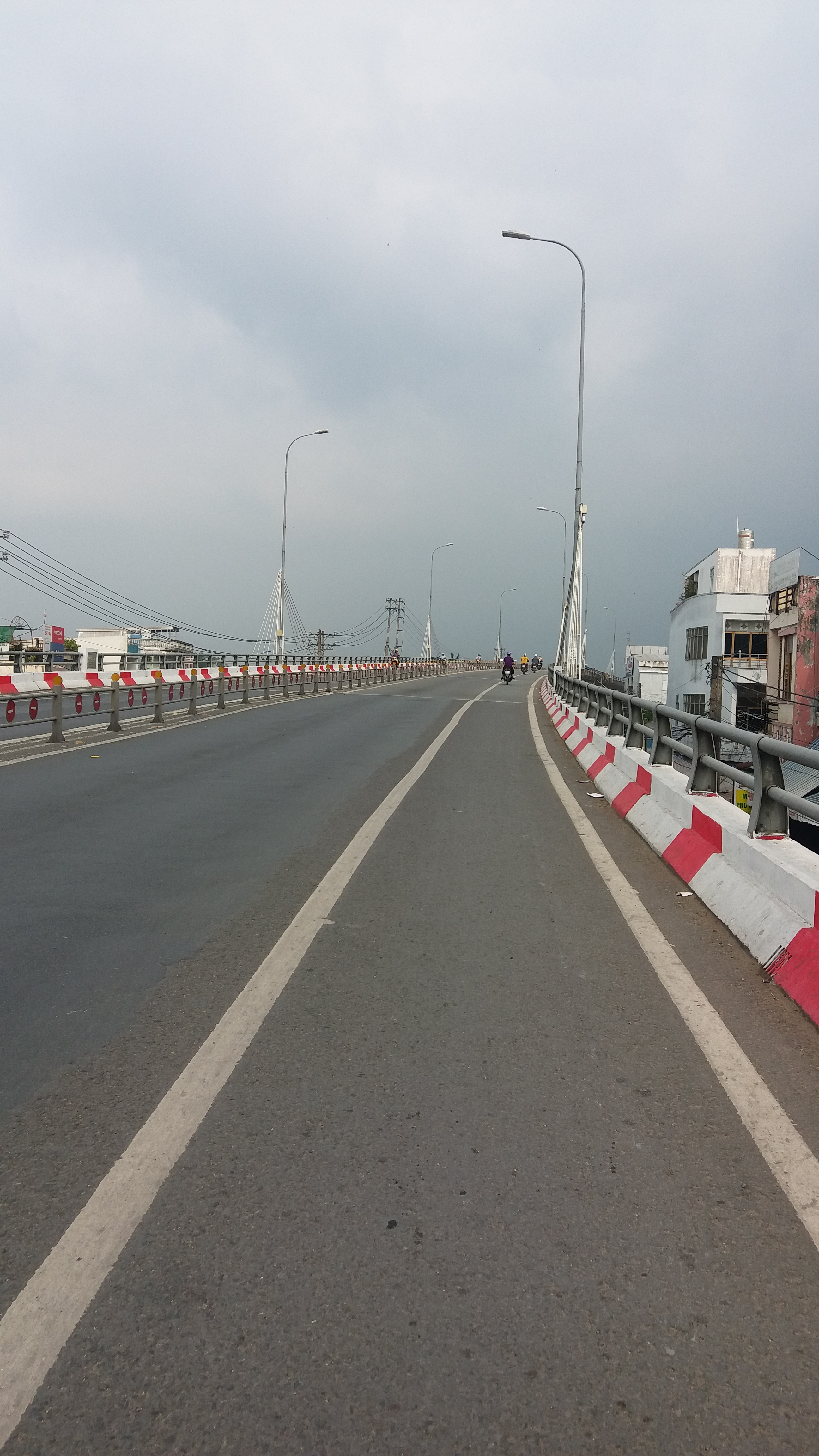
Cầu Phụng Hiệp
Chợ Ngã Bảy
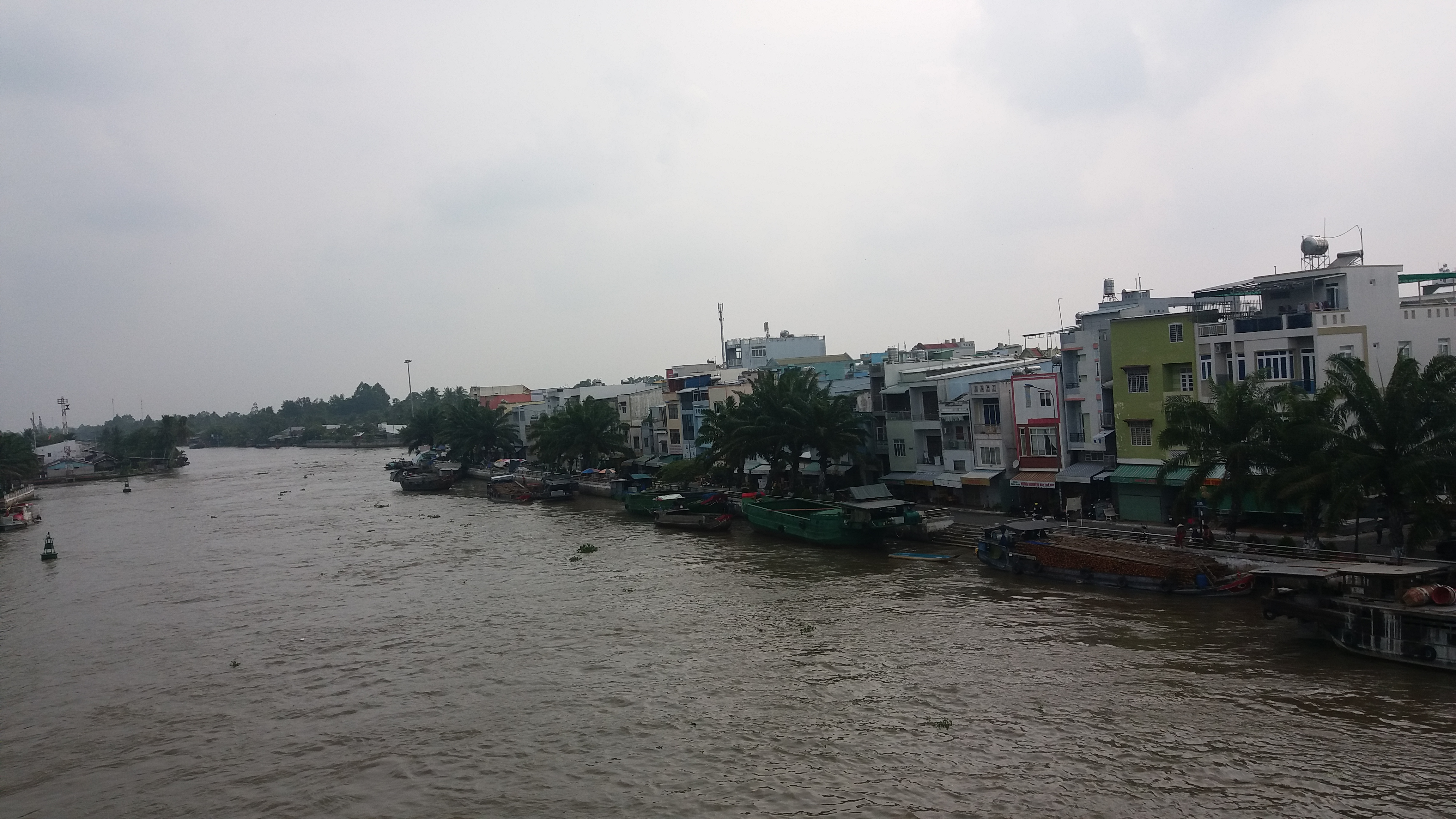
Sông tại thành phố Ngã Bảy
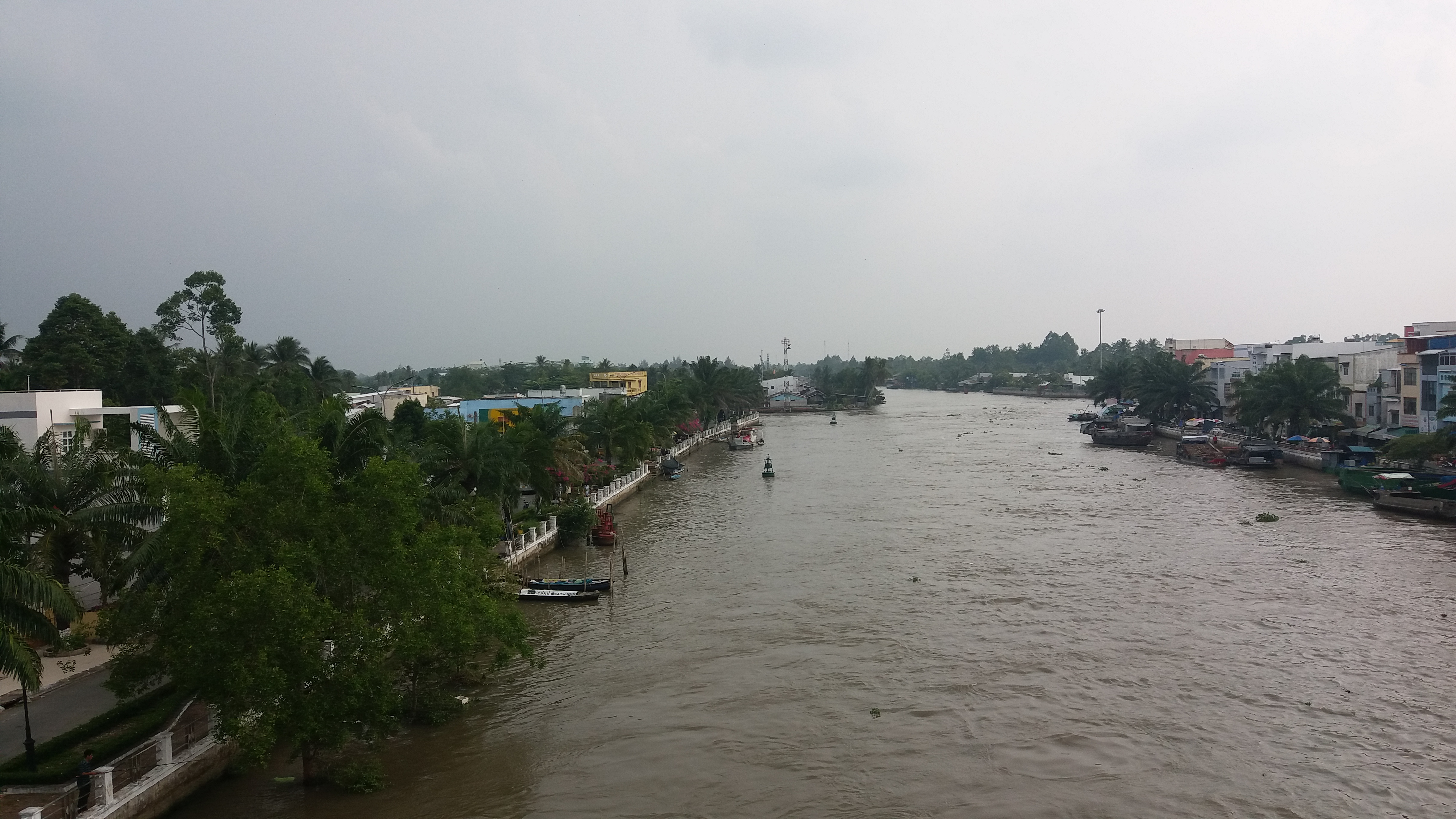
Một đoạn sông
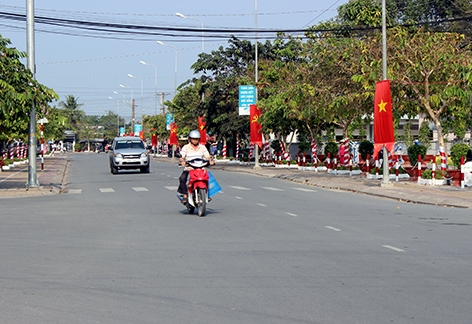
Phố phường Ngã Bảy